# Plecia argentina
Plecia argentina är en tvåvingeart som beskrevs av Hardy 1953. Plecia argentina ingår i släktet Plecia och familjen hårmyggor. Inga underarter finns listade i Catalogue of Life.